# 乔音乡
乔音乡，是中华人民共和国广西壮族自治区河池市凤山县下辖的一个乡镇级行政单位。

## 行政区划
乔音乡下辖以下地区：
那王村、合运村、怀里村、巴甲村、康里村、上林村、额里村、若里村、久加村、老里村、大同村、同乐村、文里村、板吉村、龙相村和久隆村。